# Kilkenny Castle
Kilkenny Castle (irisch: Caisleán Chill Chainnigh) ist ein aus einer hochmittelalterlichen Burg hervorgegangenes Schloss in Kilkenny, dem Hauptort des gleichnamigen Countys in der Republik Irland. Kilkenny Castle wurde von 1195 bis 1213 errichtet, um eine Furt durch den Fluss Nore und mehrere Handelswege zu kontrollieren. Die Anlagen mit ursprünglich vier starken Ecktürmen und dem zum Teil erhaltenen Burggraben waren ein zentraler Bestandteil der Verteidigungsanlagen der Stadt und gelten als Zeichen für die Präsenz der Normannen in Irland.
Das seit dem 17. Jahrhundert als umgebautes Schloss bezeichnete Bauwerk wurde 1967 in verfallenem Zustand für einen symbolischen Preis von 50 Pfund an den irischen Staat verkauft. Es wird zusammen mit den dazugehörigen Garten- und Parkanlagen nun vom Office of Public Works verwaltet und ist für Besucher geöffnet. Einer der vier Schlosstürme wird als Konferenzzentrum genutzt.

## Geschichte

### Anfänge unter den Earls of Pembroke

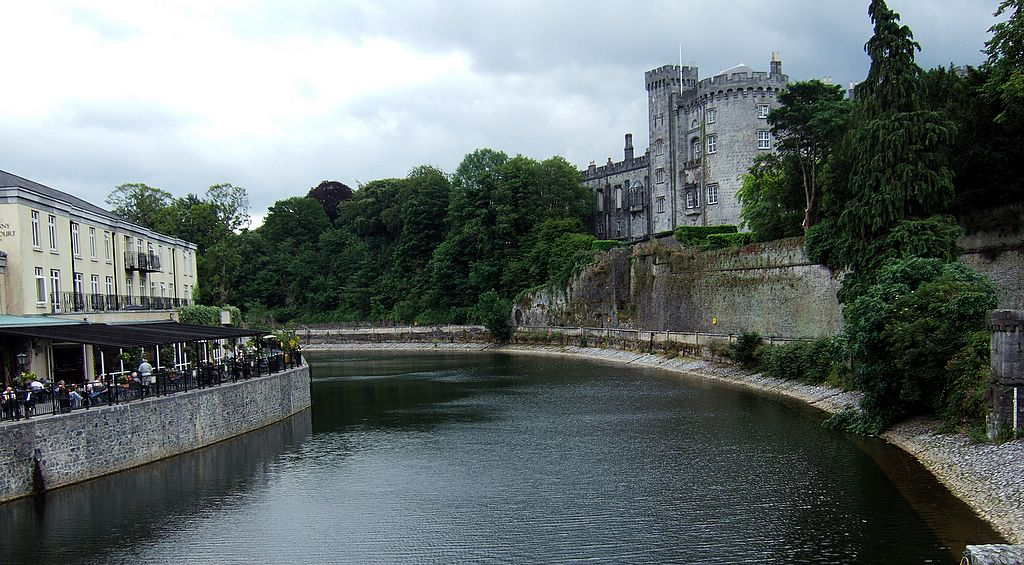
Blick auf die Burg vom Fluss Nore

Auf der strategisch günstig gelegenen Anhöhe am Ufer des Nore stand vermutlich schon vor dem 12. Jahrhundert eine Befestigung. Kilkenny mit der Abtei von St. Canice war Hauptsitz der lokalen Könige von Osraige aus dem Clan der Mac Giolla Phádraig.
Im Zuge der anglonormannischen Eroberung von Irland wurde Richard de Clare, 2. Earl of Pembroke genannt Strongbow 1171 mit der Herrschaft Leinster belehnt, zu der auch Kilkenny gehörte. Er ließ im Jahr darauf eine erste Burg, vermutlich eine hölzerne Motte, erbauen, die aber bereits 1173 bei einem Aufstand der gälischen Clans wieder zerstört wurde. Das Gebiet blieb aber im Besitz der Earls of Pembroke.
Seine Tochter und Erbin Isabel heiratete 1189 William Marshal, 1. Earl of Pembroke, der damit Herr über große Ländereien in Irland, England, Wales und Frankreich wurde, die er effizient bewirtschaftete. Als Lord of Leinster machte er Geoffrey FitzRobert zum Seneschall von Leinster, unter dem eine rege Bautätigkeit begann: Die Stadt Kilkenny wurde ausgebaut, erhielt eine Stadtmauer und 1207 das Stadtrecht. Der Bau einer Burg aus Stein wurde 1195 begonnen und 1213 abgeschlossen. Diese Burg bildet den Kern des heutigen Kilkenny Castle; über einem rechteckigen Grundriss errichtet, erhielt sie vier runde Ecktürme, von denen drei bis heute erhalten sind.
Marshal vererbte Kilkenny an seine Tochter Eva, die Frau von William de Braose, 7. Baron of Bramber. Über deren Tochter Eleanor de Braose, die mit Humphrey V. de Bohun verheiratet war, kam es 1270 an deren Sohn Gilbert de Bohun, Seneschall von Kilkenny, den jüngeren Bruder von Humphrey de Bohun, 3. Earl of Hereford, der es  bis zu seinem Tod im Jahr 1327 besaß. Nach dem Tod seines gleichnamigen Nachfahren 1381 fiel die Burg an die englische Krone. 1391 wurde sie an die Familie Butler, Earls of Ormonde, verkauft, in deren Besitz sie mehr als fünfhundert Jahre blieb.

### Unter den Earls of Ormonde

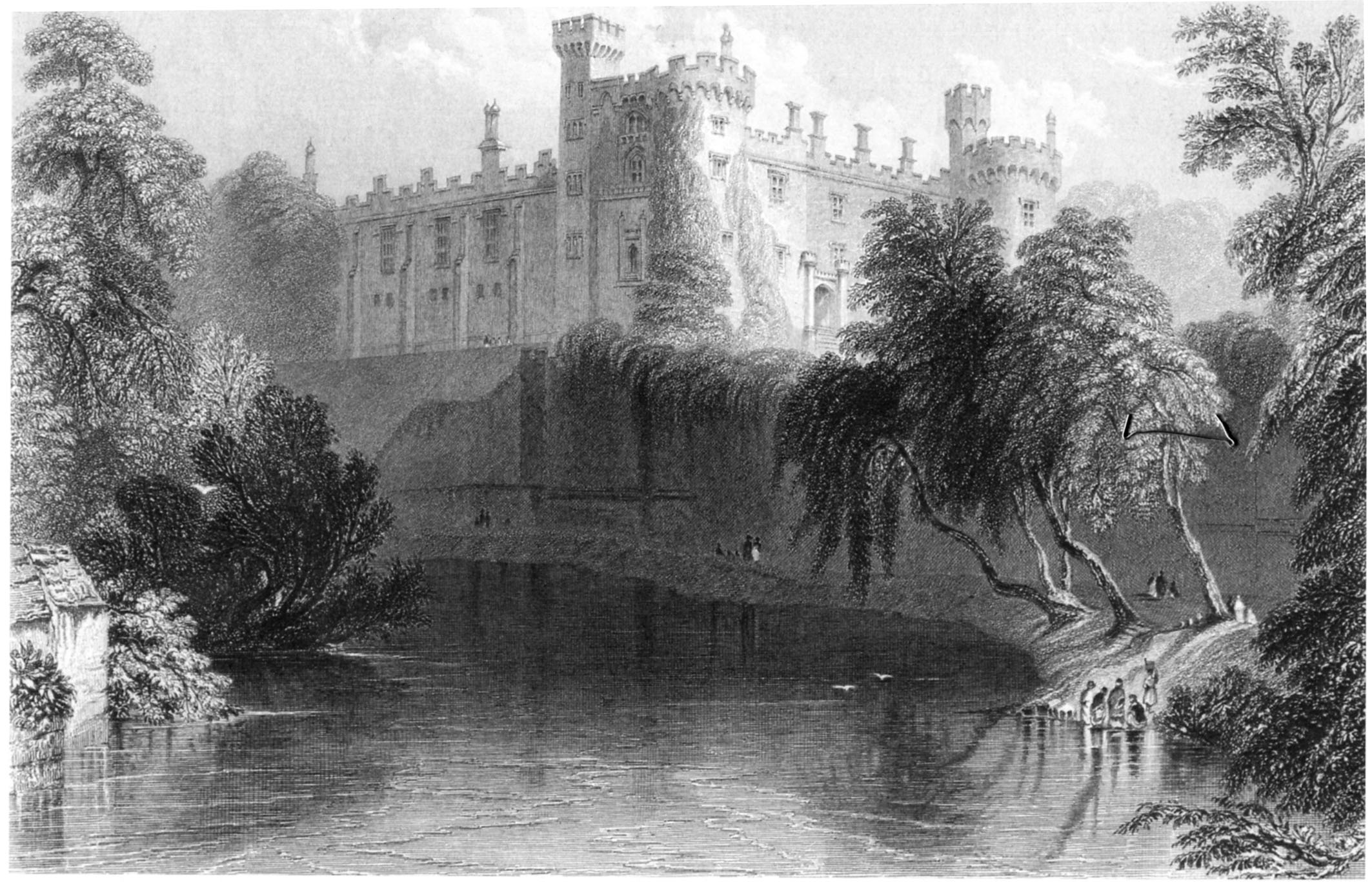
Blick vom Fluss aus, William Henry Bartlett, 1841

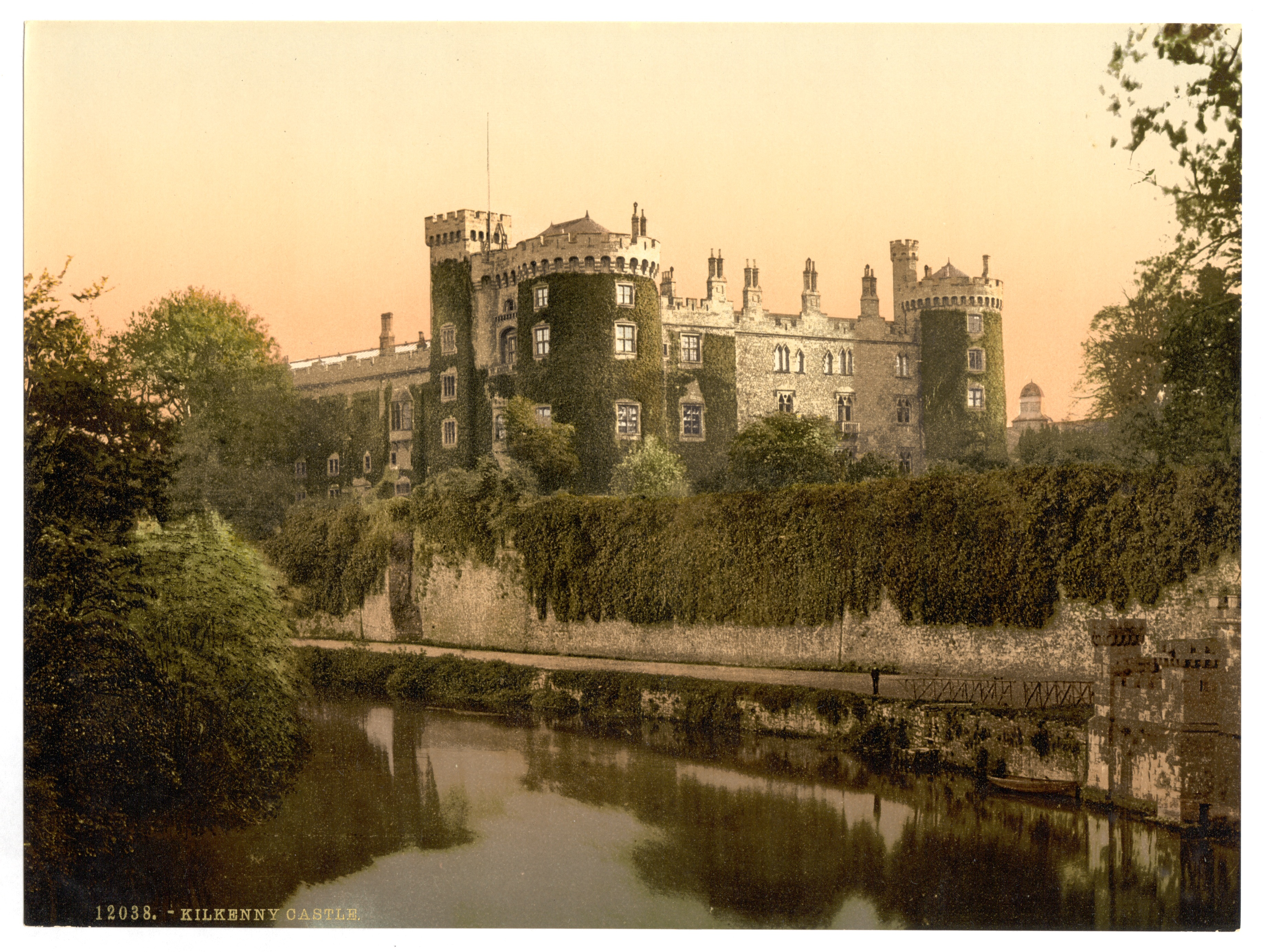
Derselbe Blick um 1890

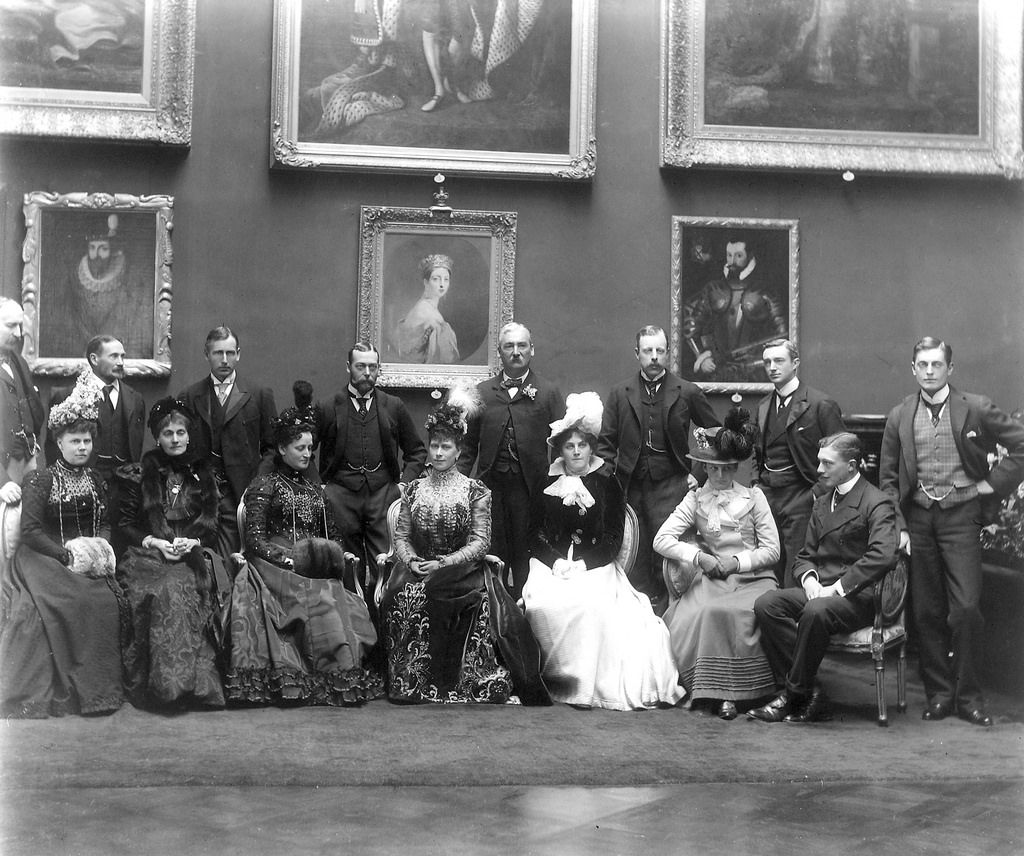
Besuch des Duke of York und seiner Frau (1899)

Die Familie Butler hatte 1185 ihren Namen von Fitz Walter nach Butler umändern lassen. Sie kam mit den Normannen während der normannischen Invasion nach Irland. James Butler, 3. Earl of Ormonde baute in Gowran Gowran Castle, wodurch die Familie reich wurde. Etwa 1392 kaufte er Kilkenny Castle und etablierte so seine Familie als Herrscher über die Burg und die dazugehörigen Ländereien. Die Burg wurde nun zum Hauptsitz der Earls of Ormonde, die später den Adelstitel Duke und Marquess bekamen. Dennoch wurde ein Großteil der Familie, darunter auch James Butler, 3. Earl of Ormonde, in der St. Mary’s Collegiate Church in Gowran beerdigt. Weitere bekannte Mitglieder der Familie Butler waren Lady Margaret Butler (1454/1465–1539) und ihr Vater Thomas Butler, 7. Earl of Ormonde. Margaret Butler wurde auf Kilkenny Castle geboren und heiratete später Sir William Boleyn. Ihre Tochter Anne Boleyn war die zweite Frau von Heinrich VIII.
Im 17. Jahrhundert besaß Elizabeth Preston, die Frau des James Butler, 12. Earl of Ormonde, der zu diesem Zeitpunkt Lord Lieutenant of Ireland war, die Burg. Butler, der unbeliebt in der Familie war, war Protestant und während der Irischen Konföderationskriege in den 1640er Jahren der Repräsentant von  Charles I. in Irland. Butler ging ins Exil nach Dublin, und Kilkenny Castle wurde Hauptquartier der katholischen Rebellen. Das Parlament oder „Supreme Council“ traf sich von 1642 bis 1648 auf Kilkenny Castle. Im Jahr 1650 wurde die Burg von einer Armee unter der Führung von Oliver Cromwell belagert, wobei die östliche Mauer und der nordöstliche Turm beschädigt wurden. Später wurden die verbliebenen Reste der Mauer und des Turmes abgerissen. Nachdem Butler aus dem Exil zurückgekehrt war, baute er die Burg ab 1660 als ein „modernes Schloss“ wieder auf. Etwa um diese Zeit wurde ein neues Eingangstor an der Südmauer gebaut. Als Vorbild dienten Schlösser aus der Normandie, weshalb Stein aus Caen importiert wurde. Seitdem wird Kilkenny Castle als Schloss bezeichnet.
Im 18. Jahrhundert verarmte die Familie Butler und das Schloss wurde heruntergewirtschaftet. Kleinere Restaurierungen wurden von Anne Wandesford of Castlecomer (1754–1830), Erbtochter des 1. Earl Wandesford, getragen, die durch die Heirat mit John Butler, 17. Earl of Ormonde Geld in dessen Familie brachte.
Im 19. Jahrhundert versuchten die Mitglieder der Familie Butler verstärkt, das Schloss zu erneuern und wieder in seinem mittelalterlichen Glanz erscheinen zu lassen. Sie rekonstruierten unter anderem den nördlichen Flügel und die Fassaden der Gebäude. Das Gebäude wurde 1854 um mehrere Anbauten erweitert. Architekt war William Robertson.
Im Jahr 1899 wurde Kilkenny Castle vom späteren König Georg V., damals Duke of York, und seiner Frau besucht, fünf Jahre später besuchten König Eduard VII. und seine Gattin Alexandra die Schlossanlage.
Das Schloss wurde fortlaufend zum Hauptsitz der Marquesses of Ormonde ausgebaut. Der Ausbau endete mit dem Tod von James Butler, 3. Marquess of Ormonde im Jahr 1919. Weil Lord Ormonde nur zwei Töchter hatte, wurde vereinbart, dass sämtlicher Besitz nun auf den Neffen von James Butler, 3. Marquess of Ormonde, übergehen solle. Arthur Butler, 4. Marquess of Ormonde, der Bruder und Erbe des 3. Marquess of Ormonde, verzichtete zu Gunsten seines Sohnes, George Butler, 5. Marquess of Ormonde, der auch den Titel Earl of Ossory führte. George Butler und seine Frau residierten ab 1921 in Kilkenny Castle, zusammen mit ihren beiden Kindern Antony, Viscount Thurles und Lady Moyra Butler.
Während des irischen Bürgerkrieges im Jahr 1923 wurden die Republikaner von Kräften des Irischen Freistaates auf Kilkenny Castle belagert. Die Ormondes blieben freiwillig vor Ort in ihrem Schlafzimmer, das über dem Großen Tor und damit in der damaligen Hauptangriffszone lag. Obwohl vor dem Tor unter anderem ein Maschinengewehr positioniert war, wurde nur ein Mann verletzt. Das Schloss wurde schwer beschädigt, die Reparaturarbeiten dauerten mehrere Jahre. In den 1920er und 1930er Jahren schien die Nachfolge des Titels und der Ländereien gesichert, denn es lebten bereits drei Generationen von direkten männlichen Erben.

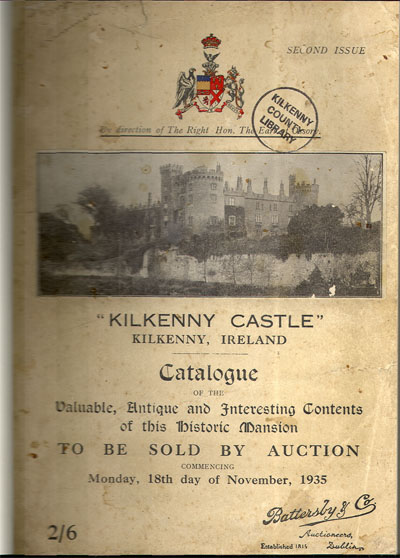
Der Auktionskatalog aus dem Jahr 1935

George Butler, Earl of Ossory, und seine Familie lebten bis 1935 im Schloss. Im selben Jahr versteigerten sie die Anlage für 6000 ₤, zogen nach London und das Schloss blieb über 30 Jahre lang unbewohnt. 1938 vereinbarten Arthur, George und Anthony Butler, den Trust, in dem sich die Besitztümer befanden, neu zu regeln. Durch die Auswirkungen von hohen Steuern, Erbschaftssteuern, Wirtschaftskrisen und Lebenshaltungskosten, mussten sie hohe Kosten tragen. Die Ormondes hatten durch Mietzahlungen in den 1880er Jahren 22.000 ₤ erhalten und investierten viel. Außerdem erhielten sie 1915 für 85 km² Land 240.000 ₤. Durch Erbschaftssteuern und weitere Kosten nach dem Tod von James Butler, 3. Marquess of Ormonde im Jahr 1919 verblieben davon aber nur 166.000 £. In den 1930er Jahren belief sich das Investmenteinkommen auf etwa 9000 ₤. Etwa im Jahr 1950 lagen die Einkommen der Investitionen nur noch bei 850 ₤. Die Ormondes verkauften einen Großteil ihrer vermieteten Immobilien im County Tipperary und in Kilkenny.
Antony Butler, Viscount Thurles starb unerwartet im Jahr 1940, und nachdem auch der 4. Marquess 1943 und der 5. Marquess 1949 verstorben waren, wurden die Immobilien an James Butler, 6. Marquess of Ormonde vererbt.
Nach über 570 Jahren im Besitz der Familie wurde Kilkenny Castle im Jahr 1967 von James Butler, 6. Marquess of Ormonde, an das Kilkenny Castle Restoration Commitee für 50 ₤ verkauft, nachdem das Schloss über Jahre heruntergewirtschaftet worden war.
Der letzte der Familie Butler in Kilkenny war James Butler, 6. Marquess of Ormonde. Als der Verkauf offiziell wurde, sagte er: „Die Menschen in Kilkenny, auch ich und meine Familie, sind stolz auf unser Schloss und wir haben diese Verschlechterung nicht gemocht. Wir haben entschieden, dass das Schloss sich nicht in eine Ruine verwandeln darf. Es gibt schon zu viele Ruinen in Irland.“ (englisch: The people of Kilkenny, as well as myself and my family, feel a great pride in the Castle, and we have not liked to see this deterioration. We determined that it should not be allowed to fall into ruins. There are already too many ruins in Ireland.) Er kaufte auch das Grundstück vor dem Schloss vom Insolvenzverwalter. Er sagte dazu, dass man dieses Stück Land nie bebauen dürfe, damit die Burg in ihrer ganzen Würde und Pracht gesehen werde (englisch: In order that it should never be built on and the castle would be seen in all its dignity and splendour.) Die Feier zur Übergabe von Kilkenny Castle und der Ländereien an das Castle Restoration Committee markierte auch die Gründung der Stiftung der Familie Butler. Gäste waren unter anderem Mick Jagger und Marianne Faithfull.

### Republik Irland

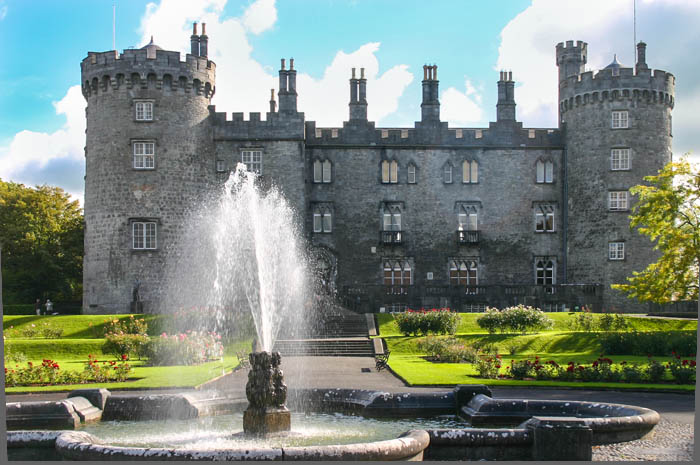
Kilkenny Castle nach der Renovierung

Das Kilkenny Castle Restoration Committee übergab das Schloss der Republik Irland. Kilkenny Castle wurde mehrere Jahre lang renoviert und danach für Besucher geöffnet.

### Neuere Entwicklungen

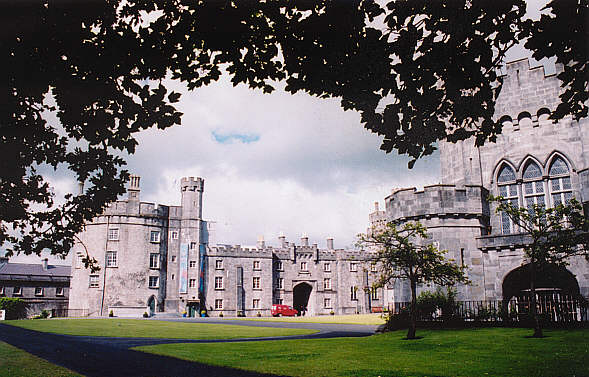
Innenhof von Kilkenny Castle

In den 1990er Jahren wurden die Gebäude untersucht und mehrere Ausgrabungen vorgenommen. Leiter der archäologischen Untersuchungen war Ben Murtagh. Entdeckt wurden Spuren der früheren Burg, die sich vom Hintereingang über Teile des heutigen Schlosses und über den als Konferenzzentrum genutzten Turm erstreckte. Der Eingang dieser Burg befand sich in der nicht mehr vorhandenen Ostmauer. Außerdem wurden verschiedene Überreste der ursprünglichen Burg entdeckt, die besichtigt werden können.
Auf der Stadtseite und vor dem Schloss wurden Gärten angelegt. Seit der Renovierung ist Kilkenny Castle eine der am meisten besuchten Sehenswürdigkeiten in Irland.

## Sonstiges

### Kunst auf der Burg
In der im Hauptgebäude von Kilkenny Castle liegenden Butler Gallery werden verschiedene Ausstellungen der Kilkenny Art Gallery Society gezeigt. Die Butler Gallery ist nach Peggy und Hubert Butler benannt. Auch ein Teil der irischen National Art Gallery ist auf dem Schloss ausgestellt.

### Weitere Informationen
Die höchste, offiziell bestätigte gemessene Temperatur in Irland wurde am 26. Juni 1887 auf Kilkenny Castle gemessen. Sie betrug 33,3 °C.
In der Gruft des Schlosses wurde die Königstochter Aoife MacMurrough bestattet.
Außerdem finden seit 2002 auf Kilkenny Castle die Verleihungszeremonien und Preisverleihungen des Kilkenny Campus statt, der zur National University of Ireland gehört.